# Gilles Kepel
Gilles Kepel (* 30. června 1955) je francouzský politolog a arabista. Specializuje se na otázky politického islámu a arabského světa. Je profesorem na Pařížském institutu politických věd.
Původně studoval literární vědu, ale po cestě do Levanty v roce 1974 se začal specializovat na arabistiku, kterou studoval mj. v letech 1977–1978 na Francouzském institutu pro Blízký Východ v Damašku. Pak strávil tři roky v káhirském Centru hospodářské, právní a sociální dokumentace a studií (CEDEJ). Psal tam doktorskou práci na téma Muslimského bratrstva, které v době jeho pobytu zavraždilo Anvara as-Sádáta.
Česky mu vyšly knihy:
- Boží pomsta (1991)
- Válka v srdci Islámu (2006)
- Cesta z chaosu: Krize ve Středomoří a na Blízkém východě (2018)

Po dědečkovi z otcovy strany je původem Čech. V roce 2022 vydal knihu inspirovanou pátráním po příchodu svých českých předků zvanou Dítě z Čech.